# Кетрін Шайп Іст
Кетрін Шайп Іст (15 травня 1916 — 17 серпня 1996) — урядова дослідниця та феміністка США, яку називають «акушеркою жіночого руху». Вона була потужною силою, що стояла за заснуванням Національної організації жінок (NOW) і займала кілька впливових посад у федеральному уряді протягом своєї кар'єри.

## Раннє життя
Кетрін Шайп народилася 15 травня 1916 року в Барбурсвіллі, Західна Вірджинія, в родині Берти Вуді та Улісса Гранта Шипа. Вона була старшою з трьох дітей. Її мати пережила нервовий зрив, коли Кетрін було 11 років, а через чотири роки її батько покінчив життя самогубством. Вважаючи викладання своїм єдиним вибором на той час, вона вступила до викладацької школи в Marshall College, але була змушена припинити навчання через фінансові труднощі, щоб отримати ступінь бакалавра.
У 1937 році одружилася з Чарльзом Істом, з яким згодом розлучилася; у них було дві дочки. У 1939 році обійняла посаду клерка в Комісії з питань державної служби США. У 1943 році здобула ступінь бакалавра.

## В уряді
Кетрін Шайп Іст розпочала свою кар'єру молодшою екзаменаторкою державної служби в Комісії з питань державної служби США в 1939 році. Перш ніж піти працювати в Департамент праці в 1963 році, вона просунулася до начальниці відділу кар'єрного обслуговування. Вона працювала технічною радницею президентської комісії зі становища жінок і брала участь у дослідженні та написанні звіту комісії «Американські жінки», опублікованого в 1963 році. Після оприлюднення цього звіту президент Джон Ф. Кеннеді створив Міжвідомчий комітет зі становища жінок і Громадянську консультативну раду з питань становища жінок, призначивши Кетрін Шайп Іст виконавчою секретаркою обох груп.

## Національна організація жінок
Завдяки своїй посаді урядової інсайдерки Кетрін Шайп Іст служила основним джерелом інформації для феміністок усієї країни. Вона була переконана, що жінкам необхідна потужна організація, подібна до NAACP. Вона заохочувала Бетті Фрідан, яка називала її «акушеркою жіночого руху», та інших жінок у її оточенні, створити Національну жіночу організацію, щоб мати організацію, яка могла б функціонувати поза урядом і створювати зміни в державній політиці.
Кетрін Шайп Іст була частиною першого Юридичного комітету NOW разом із Мері Іствуд, Фінеас Індріц і Карутерс Бергер.

## Активізм
Після виходу на пенсію з державної служби в 1977 році Кетрін Шайп Іст стала активісткою на повний робочий день, працюючи над ухваленням Поправки про рівні права у Вірджинії та на національному рівні та працюючи координаторкою жіночих питань у президентській кампанії Джона Андерсона (листопад 1979 — листопад 1980) і як законодавча директор Національного жіночого політичного кокусу (жовтень 1983 — грудень 1986). З 1979 по 1983 рік вона працювала в правлінні Національної організації жіночого правового захисту та освітнього фонду.
Вона брала участь у дослідженні того, як газети розглядають різноманітні жіночі проблеми, і стала співавторкою звіту під назвою «Нові напрямки для новин». Вона була активною членкинею багатьох організацій, таких як Американська асоціація студентських жінок, Американський союз громадянських свобод, Ліга виборчинь, Національна жіноча партія та Плановане батьківство. 
Давно мешканка Арлінгтона, штат Вірджинія, Схід, переїхала до Ітаки, штат Нью-Йорк, на початку 1996 року, щоб бути поруч із своєю молодшою донькою. 
Померла 17 серпня 1996 року в Ітаці, Нью-Йорк.

## Звання і нагороди
Кетрін Шайп Іст отримала численні нагороди, зокрема:
- 1983, Премія Елізабет Боєр від WEAL за «видатний внесок у розвиток жінок»
- 1993, Почесна медаль ветеранів феміністок Америки.
- У 1994 включена до Національної зали слави жінок.

## Подальше читання
- O'Dea, Suzanne (2013). From Suffrage to the Senate: America's Political Women: an Encyclopedia of Leaders, Causes, & Issues. Grey House Publishing.